# FC Levadia II Tallinn
El FC Levadia II Tallinn es un equipo de fútbol de Estonia que juega en la Esiliiga, la segunda liga de fútbol más importante del país.

## Historia
Fue fundado en el año 1999 en la capital Tallinn como FC Levadia Tallinn y operaba como un equipo independiente hasta el año 2004, cuando el Levadia Maardu consiguió la licencia de FC Levadia Tallinn y consiguió a la franquicia, que actualmente es el equipo reserva del FC Levadia Tallinn, equipo que juega en la Meistriliiga.
El equipo por ser el reserva del FC Levadia Tallinn, no puede jugar en la Meistriliiga, pero ha sido campeón de Copa 1 vez y ha ganado la Esiliiga 6 veces.
A nivel internacional ha participado en 1 torneo continental, siendo el segundo equipo filial (el primero fue el Castilla CF) en competir en una competición de la UEFA, aunque en el momento de la disputa el club era independiente por lo que no la disputó siendo un equipo filial, participando en la Copa UEFA de la temporada 2002/03, donde fue eliminado en la Ronda Preliminar por el Maccabi Tel Aviv FC de Israel.

## Palmarés
- Copa de Estonia: 1

2002 (como FC Levadia Tallinn)
- Esiliiga: 6

2006, 2007, 2008, 2009, 2013, 2014

## Participación en competiciones de la UEFA
| Temporada | Torneo    | Ronda      | Club                | Marcador | Marcador |
| --------- | --------- | ---------- | ------------------- | -------- | -------- |
| 2002/03   | Copa UEFA | Preliminar | Maccabi Tel Aviv FC | 0–2      | 0–2      |